# ۴۴۷ (میلادی)
۴۴۷ (میلادی) چهارصد و چهل و هفتمین سال تقویم میلادی است.

## درگذشتگان
‎